# Johann Baptist Brosi
Johann Baptist Brosi (* 31. Januar 1791 in Mümliswil; † 15. Oktober 1852 in Luzern) war ein römisch-katholischer Priester, Lehrer und Historiker.

## Leben
Sein Vater war der Papierfabrikant und Politiker Johann Rudolf Brosi. Er studierte Theologie in Luzern, Landshut, Würzburg und Freiburg, wo er 1816 die Priesterweihe empfing. Von 1816 bis 1817 war er Lehrer für katholische Religion und Griechisch am Fellenberg'schen Institut Hofwil. Dann war er von 1818 bis 1819 Hofmeister in Wien und von 1823 bis 1824 Hauslehrer beim niederländischen Gesandten in der Schweiz, Graf August Liederkerke. Ab 1825 bis 1836 war er Lehrer und Rektor am Gymnasium in Baden (Sekundarschule). Hier war der spätere Dompropst von Zurzach, Johann Huber, ein Schüler. 
Von 1836 bis 1839 war Brosi als Bezirkslehrer in Laufenburg tätig und 1841 wieder in Hofwil. Im Jahr 1844 unterrichtete er als Lateinlehrer am Gymnasium Solothurn und war Stiftskaplan. In Solothurn war er auch politisch aktiv.
Brosi war Mitglied im Historischen Verein der V alten Orte. Hier erhielt 1859 Alois Lütolf durch ihn die Anregung, Sagen zu sammeln.

## Wirken als Historiker
Er veröffentlichte Arbeiten zur Geschichte und Archäologie.

## Schriften (Auswahl)
- Die Kelten und Althelvetier, 1851
- Das Christentum in Helvetien zur Römerzeit in Urkundio 1, 1857